# Scuola dei Bombardieri
La Scuola dei Bombardieri abritait l’école de dévotion et de charité de l’Art des artilleurs de Venise. Elle est située  fondamenta S.M. Formosa  dans le sestiere de Castello.

## L'art des bombardieri
Les bombardieri  réunissaient à la fois les artisans fondeurs - qui fondaient des pièces d'artillerie - et les artilleurs. Ces derniers formaient un véritable corps militaire qui, à Venise, s'entraînait au tir dans la localité appelée il bersaglio (« la cible »), terre située à l'extrémité nord-est de la ville, toujours connue sous ce nom aujourd'hui.
L'Art comportait les branches (colonelli) suivantes :
- bombardieri : artillerie
- bombisti : adeptes de l'artillerie
- fondidori di artiglierie : fondeurs
- salnitrari : producteurs des poudres d'armes à feu

La sainte patronne de l'Art était Santa Barbara. son autel se situe en l'église Santa Maria Formosa.